# Arnold Rak
Arnold Rak (ur. 26 września 1893 w Skrzanach, zm. ?) – prokurator i sędzia wojskowy okresu PRL (1945–1955), adwokat.

## Życiorys
Syn Abrama i Gitli Falk. Absolwent Gimnazjum im. Tadeusza Reytana w Warszawie (1919). Ukończył studia prawnicze na Uniwersytecie Warszawskim (magister prawa, 1925). W latach 1931–1939 pracował w prywatnej kancelarii w Warszawie.
W 1939 brał udział w kampanii wrześniowej. W 1941 został deportowany do ZSRR. Od 1 czerwca 1943 w ludowym Wojsku Polskim. 12 października 1943 uczestniczył w bitwie pod Lenino. W latach 1943–1944 starszy pisarz, w 1944 szef kancelarii i płatnik 1 batalionu sanitarnego 1 Dywizji Piechoty.
Od 1 stycznia 1945 oficer śledczy Wojskowej Prokuratury 1 Dywizji Piechoty, w 1945 porucznik piechoty. 29 lutego 1946 zarejestrowany przez Komitet Żydowski w Warszawie jako ocalały z Holocaustu. W styczniu 1951 wiceprokurator Naczelnej Prokuratury Wojskowej w stopniu majora, występował przed Najwyższym Sądem Wojskowym w Warszawie. 1 marca 1951 podpisał jako wiceprokurator Naczelnej Prokuratury Wojskowej protokoły egzekucji siedmiu członków IV Zarządu Głównego Zrzeszenia „Wolność i Niezawisłość” straconych w więzieniu mokotowskim w Warszawie (Łukasz Ciepliński, Adam Lazarowicz, Mieczysław Kawalec, Józef Rzepka, Franciszek Błażej, Józef Batory, Karol Chmiel). W latach 1952–1955 sędzia Najwyższego Sądu Wojskowego, w 1953 podpułkownik. 9 sierpnia 1955 przeniesiony do rezerwy.
Po zwolnieniu ze służby wojskowej adwokat w Warszawie.